# Речи Альвиса
«Речи Альвиса» (исл. Alvíssmál) — одна из поэм древнескандинавского «Королевского кодекса» (XIII век), входящая в состав «Старшей Эдды». Карлик Альвис («всемудрый») приходит здесь свататься к дочери Тора. Тор начинает задавать ему вопросы об устройстве мира и задерживает таким образом до восхода солнца, когда карлик превращается в камень.
Большинство исследователей полагает, что «Речи Альвиса» были написаны не раньше середины XII века в качестве подражания «Речам Вафтруднира», но есть и мнения о том, что поэму следует отнести к языческой эпохе.
Сюжет «Речей Альвиса» был использован Дж. Р. Р. Толкином в повести «Хоббит, или Туда и обратно»: волшебник Гэндальф заговаривает трёх троллей, намеревавшихся съесть гномов, и рассвет наступает прежде, чем они успевают спрятаться.